# Sclerophora nivea
Sclerophora nivea är en lavart som först beskrevs av Franz Georg Hoffmann, och fick sitt nu gällande namn av Tibell. Sclerophora nivea ingår i släktet Sclerophora och familjen Coniocybaceae.   Inga underarter finns listade i Catalogue of Life.